# دين هوارد
دين هوارد (بالإنجليزية: Dean Howard)‏ هو عازف قيثارة بريطاني، ولد في 7 مايو 1961.